# .bo
.boは、国別コードトップレベルドメイン(ccTLD)の一つで、ボリビアに割り当てられている。このドメインは、BolNetによって管理されている。

## サブドメイン
直接第二レベルドメインに登録することもできるが、以下のような分類用第二レベルドメインも存在する。なお、第二レベルドメインへの登録は第三レベルでの登録と比較して高い。
- com.bo - 商業的実体
- net.bo - ネットワークサービスプロバイダ
- org.bo - 組織
- tv.bo - テレビメディア
- mil.bo - 軍事機関
- int.bo - 国際機関
- gob.bo - 政府(Gobierno)
- gov.bo - 政府機関
- edu.bo - 教育機関